# Équipe de Singapour féminine de hockey sur gazon
L'équipe de Singapour féminine de hockey sur gazon est la sélection nationale de Singapour représentant le pays dans les compétitions internationales féminines de hockey sur gazon. 

## Palmarès

### Jeux olympiques
Singapour n'a jamais participé à un tournoi féminin de hockey sur gazon des Jeux olympiques.

### Coupe du monde
Singapour n'a jamais participé à la Coupe du monde.

### Coupe d'Asie
- 1985 : 4e
- 1993 : 6e
- 2004 : 7e
- 2007 : 9e
- 2009 : 8e
- 2017 : 8e
- 2022 : À venir

### Jeux asiatiques
- 1982 : 5e
- 1990 : 6e
- 1994 : 6e

### Coupe AHF féminine
- 1997 :  2e
- 2003 :  3e
- 2012 : 5e
- 2016 :  2e

## Effectif
L'effectif de Singapour pour la Coupe d'Asie 2022 est le suivant :
- Entraîneur :  David Viner

| Numéro | Joueur             | Date de naissance | Âge | Sélections |
| ------ | ------------------ | ----------------- | --- | ---------- |
| 1      | Yu Tong Liu (GB)   | 8 mai 2000        | 21  | 18         |
| 2      | Patricia Maligaya  | 22 juin 1996      | 25  | 14         |
| 5      | Jolene NG          | 20 octobre 2000   | 21  | 18         |
| 9      | Xinni Chua         | 21 mai 1989       | 32  | 105        |
| 11     | Puay Ho (C)        | 2 août 1993       | 28  | 79         |
| 12     | Nurul Sofia Saban  | 6 mars 1995       | 26  | 65         |
| 13     | Hajaratih Johana   | 29 janvier 1998   | 23  | 48         |
| 14     | Li Min Toh         | 20 janvier 1989   | 33  | 77         |
| 16     | Laura Tan          | 12 juin 1990      | 31  | 94         |
| 17     | Cheryll Chia       | 17 novembre 1993  | 28  | 47         |
| 18     | Felissa Lai (GB)   | 6 mai 1991        | 30  | 69         |
| 19     | Phylicia Tanandika | 2 avril 2001      | 20  | 3          |
| 20     | Sardonna NG        | 3 octobre 2001    | 20  | 20         |
| 22     | Megan Francis      | 10 août 2000      | 21  | 20         |
| 25     | Amani Sherie       | 5 octobre 1999    | 22  | 2          |
| 26     | Gene Leck          | 26 février 1998   | 23  | 50         |
| 30     | Valerie Sim        | 23 décembre 2000  | 21  | 2          |
| 35     | Nithira Manimaran  | 16 août 2002      | 19  | 0          |